# Megachile concava
Megachile concava är en biart som beskrevs av Mitchell 1930. Megachile concava ingår i släktet tapetserarbin, och familjen buksamlarbin. Inga underarter finns listade i Catalogue of Life.